# Maria Feklistova
Maria Feklistova (n. 12 mai 1976, Ijevsk, RSFS Rusă, URSS) este o trăgătoare de tir ce a reprezentat Rusia, medaliată olimpică. A participat la o ediție a Jocurilor Olimpice (2000) în care a câștigat o medalie de bronz.

## Participări
Lista de mai jos prezintă principalele competiții la care a participat Maria Feklistova de-a lungul carierei.
- shooting at the 2000 Summer Olympics – women's 50 metre rifle three positions[*]